# 桶川北本インターチェンジ
桶川北本インターチェンジ（おけがわきたもとインターチェンジ）は、埼玉県桶川市大字川田谷にある、首都圏中央連絡自動車道（圏央道）のインターチェンジ。

## 概要
当初上尾道路の自動車専用道路（新大宮上尾道路）と接続するジャンクションでの供用を予定していたため、仮称が桶川JCT（おけがわジャンクション）となっていたが、上尾道路の自動車専用道路部分の開通の目途が立たないことから、当面一般道路と接続しインターチェンジとして運用されている。
2015年（平成27年）10月31日の当IC - 白岡菖蒲IC間の開通により、西側主要区間が全通することになり、東北道と関越道、中央道、東名高速が圏央道経由で結ばれることになった。

## 歴史
- 2009年（平成21年）7月13日：当ICの名称が「桶川JCT」（仮称）から「桶川北本IC」で正式決定[3]。
- 2010年（平成22年）3月28日：川島IC - 桶川北本IC間開通に伴い供用開始[4]。
- 2014年（平成26年）2月26日：外回りからの出口ランプ部を付け替え[5]。
- 2015年（平成27年）10月31日：桶川北本IC - 白岡菖蒲IC間開通[6]。
- 2025年（令和7年）3月27日：国土交通省の社会実験事業として、高速道路一時退出実験の試行開始[7]（ETC2.0搭載車に限定して、当ICで流出し、隣接する道の駅べに花の郷おけがわに立ち寄り後、2時間以内に当ICから再流入して順方向に利用の場合、目的地まで高速道路を降りずに利用した場合と同じ料金に調整される。）。

## 周辺

### 北本市
- 北本自然観察公園
- 北本市子供公園
- 石戸蒲ザクラ
- 北里大学メディカルセンター
- 北里大学看護専門学校

### 桶川市
- 城山公園
- 桶川市歴史民俗資料館
- 桶川市立川田谷小学校
- 桶川市立桶川西中学校
- 道の駅べに花の郷おけがわ

## 接続する道路
- 直接接続
  - C4首都圏中央連絡自動車道(60番)
  - 国道17号（上尾道路）※ 上尾市・さいたま市方面[8]

- 間接接続
  - 埼玉県道12号川越栗橋線
  - 埼玉県道57号さいたま鴻巣線

## 料金所
ブース数 : 7

### 入口
- ブース数 : 3
  - ETC専用 : 2
  - 一般 : 1

### 出口
- ブース数 : 4
  - ETC専用 : 2
  - 一般 : 2

## 完成前の様子
2008年7月末の周辺の様子。

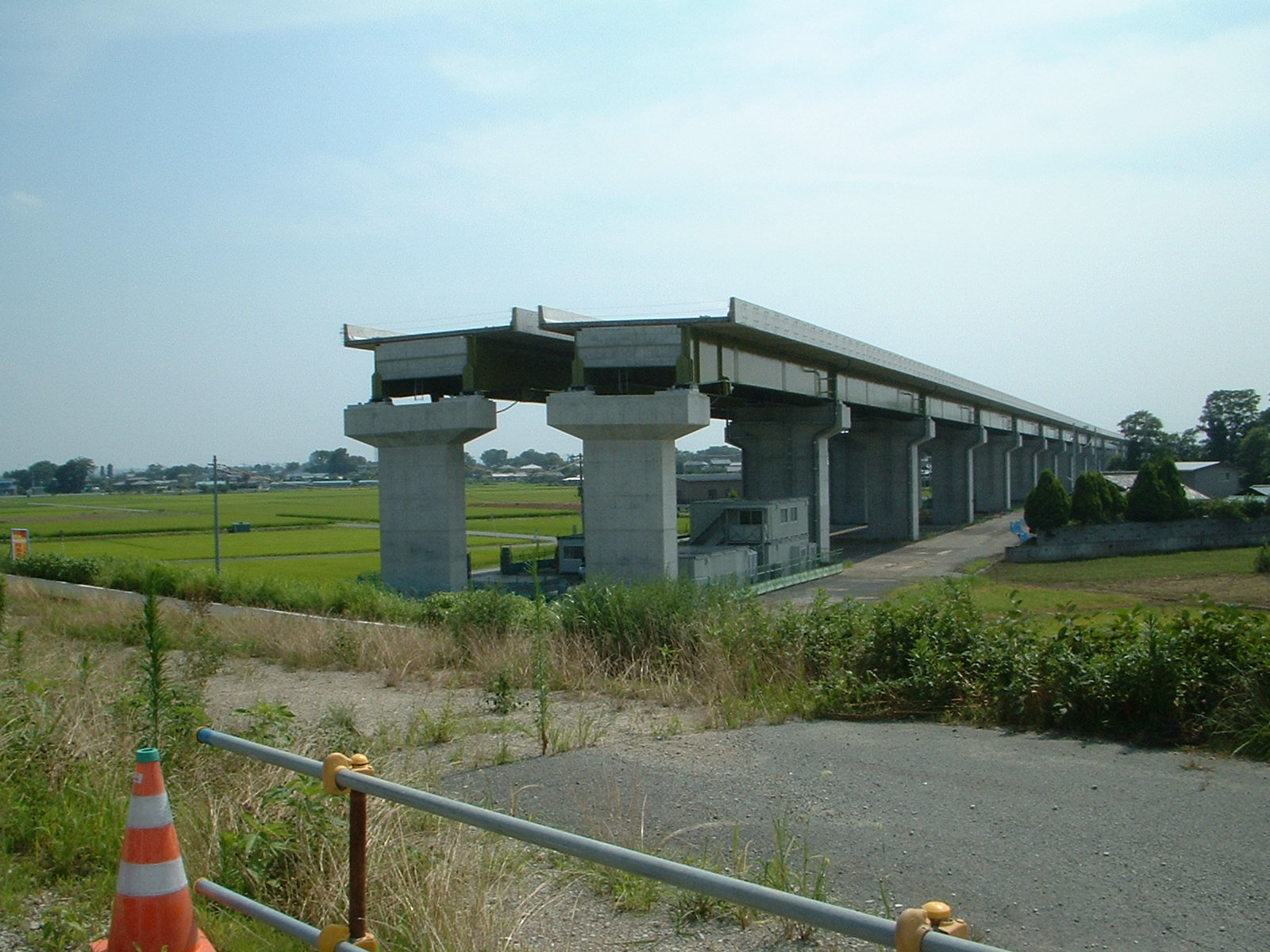
開通している川島ICから荒川の直前までは道路が完成している。
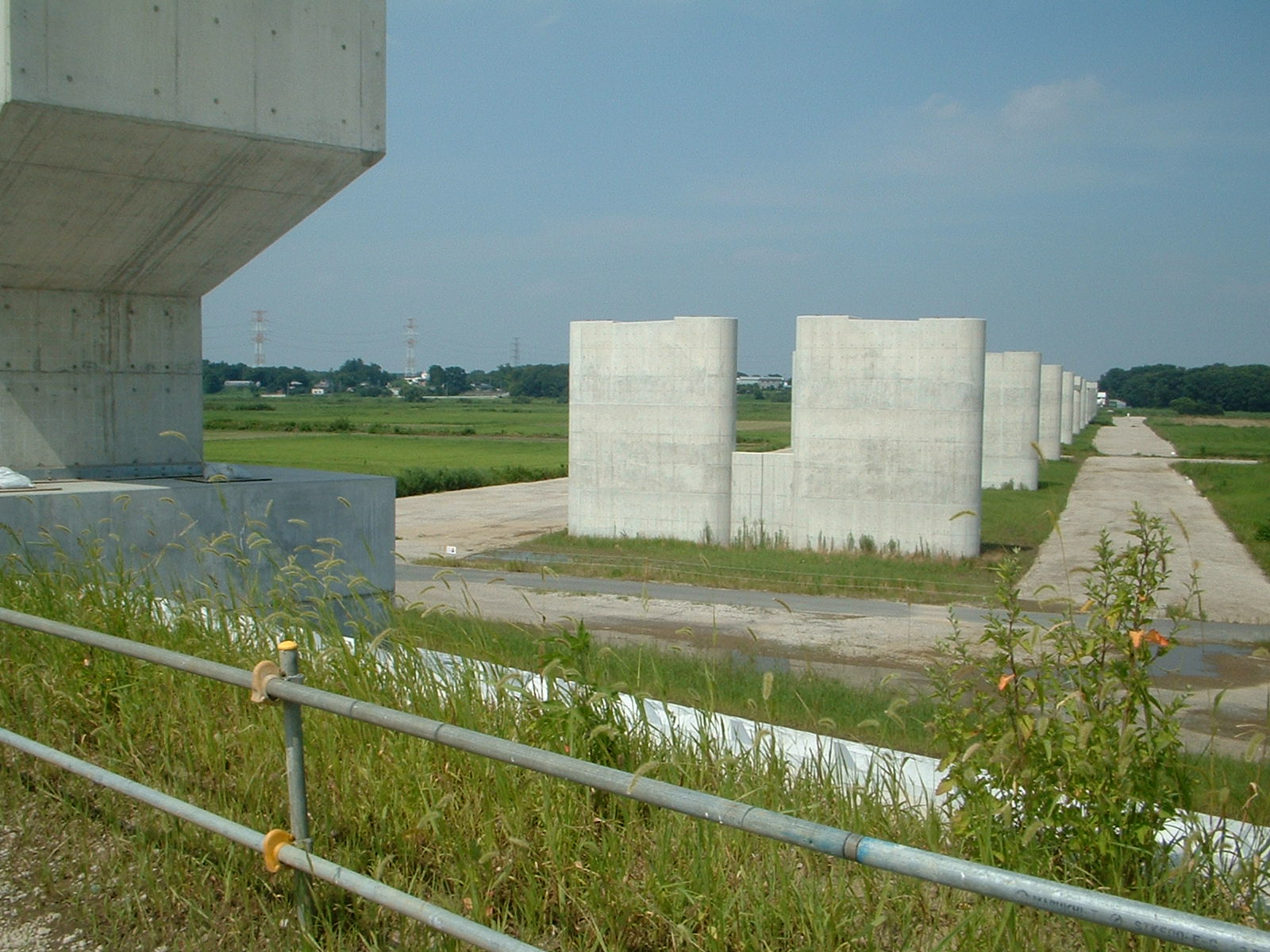
荒川を越える橋は河川敷まで橋桁が設置されている。

## その他
当ICは桶川市と北本市の市境付近にあるが、当初の仮称は「桶川JCT」であったため、北本市は国土交通省にインターチェンジ（ジャンクション）名に北本の地名を入れることを要望していた。その後、インターチェンジの名称について、東日本高速道路株式会社と国土交通省から「桶川北本インターチェンジ」としたい旨の照会が桶川市、北本市にあり、両市とも合意し、2009年7月13日に「桶川北本IC」に正式決定した。

## 隣
C4 首都圏中央連絡自動車道
(52)川島IC - (60)桶川北本IC - (61)桶川加納IC
国道17号（新大宮上尾道路）（計画中）
桶川北出入口（仮称・計画中） - 桶川北本IC（計画中） - 北本南出入口（仮称・計画中）